# Образование в ЦАР

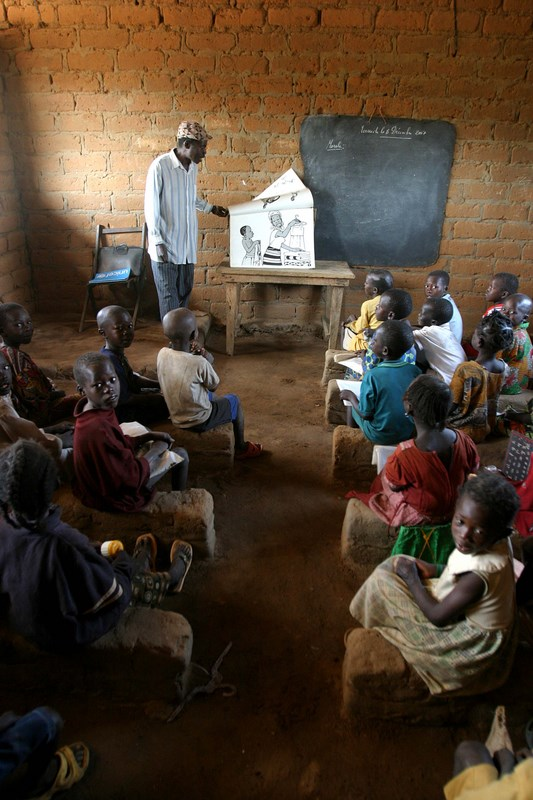
Классная комната в Сам Уанджа (Центральноафриканская республика)

Государственное образование в Центральноафриканской Республике бесплатно, и является обязательным для детей в возрасте от 6 до 14 лет.
В 1991 году общий показатель охвата начальным образованием составлял 56,9 %, в 2000 году чистый охват начальным образованием детей в возрасте от 6 до 11 лет составлял 43 процента. По состоянию на 2001 год показатели посещаемости начальных школ в Центральноафриканской Республике отсутствовали, хотя показатели охвата говорят о том, сколько детей зачислены в школы, однако не всегда отражают их участие в учебном процессе.
Не существует равного доступа к начальной школе для девочек. По данным 2007 года в первый год обучения в начальной школе обучаются 65 % девочек, но после шести лет обучения это число снижается до 23 % девочек. Многие девочки бросают школу в раннем подростковом возрасте из-за социального давления, связанного с женитьбой и рождением детей.